# グスタフ・アドルフ・ツー・ホーエンローエ＝シリングスフュルスト
グスタフ・アドルフ・プリンツ・ツー・ホーエンローエ＝シリングスフュルスト（Gustav Adolf Prinz zu Hohenlohe-Schillingsfürst, 1823年2月26日 - 1896年10月30日）は、ドイツ出身のローマ・カトリック教会の司教枢機卿。

## 生涯
ホーエンローエ＝シリングスフュルスト侯フランツ・ヨーゼフと、その妻でホーエンローエ＝ランゲンブルク侯カール・ルートヴィヒの娘であるコンスタンツェの間の四男として生まれた。両親の属するホーエンローエ家は19世紀初頭に陪臣化されたシュタンデスヘル家門で、多くの有力政治家を輩出した。長兄はラティボル公爵ヴィクトル1世で、次兄のホーエンローエ＝シリングスフュルスト侯クロートヴィヒはバイエルン王国首相・ドイツ帝国宰相を、弟のコンスタンティンはオーストリアの宮内大臣を務めた。
ブレスラウ（現在のポーランド領ドルヌィ・シロンスク県ヴロツワフ）とミュンヘンで神学を学んだあと、1846年にローマの教皇庁立教会アカデミー（Academia Ecclesiastica）に進学した。1849年に司祭として叙階され、教皇庁の施物分配室長（Almoner）を務めた。1857年にはエデッサの名義司教（Titular bishop）となる。1866年6月22日にサン・カリスト教会の司祭枢機卿に就任した。
グスタフ・アドルフは次兄クロートヴィヒと同様に、ローマにおいて優勢なイエズス会の主張する教皇不可謬説には反対した。第1バチカン公会議の閉会後、ミュンヘン大学神学教授ヨハンネス・フリードリヒ（Johannes Friedrich）の勧めで復古カトリック教会の神学協議会に参加し、ローマを去って実家のシリングスフュルスト城に帰った。
ただし、グスタフ・アドルフはバチカン公会議の結果自体には反対を表明しなかったため、ドイツ帝国政府はグスタフ・アドルフを、ドイツ政府と教皇庁の間の調停役に適任だと見なしていた。帝国宰相オットー・フォン・ビスマルク侯爵は教皇ピウス9世に対し、グスタフ・アドルフをドイツ帝国政府への教皇使節として任命するよう要請した。ところが教皇はすげなくこの要請を断り、ドイツへの使節は空席として、1874年にはついに使節職自体を廃止に追い込んでしまった。
グスタフ・アドルフは1876年2月にローマに帰ったが、復権するには次の教皇レオ13世の選出を待たねばならなかった。1879年から1884年までアルバーノの司教を務めた。また1878年からサンタ・マリア・マッジョーレ大聖堂の首席司祭を亡くなるまで務めた。次兄のクロートヴィヒの回想録によれば、グスタフ・アドルフは食事用のワインにイエズス会士が毒を混ぜるのを恐れて、ワインはミサ用のワインを試飲する際しか口にしなかったという。